# Ван Манен, Алетта
Алетта ван Манен (нидерл. Aletta van Manen, 20 октября 1958, Вагенинген, Нидерланды) — нидерландская хоккеистка (хоккей на траве), защитник. Олимпийская чемпионка 1984 года, бронзовый призёр летних Олимпийских игр 1988 года, двукратная чемпионка мира 1983 и 1986 годов, чемпионка Европы 1987 года.

## Биография
Алетта ван Манен родилась 20 октября 1958 года в нидерландском городе Вагенинген.
Играла в хоккей на траве за «Вагенинген» и ХГК из Вассенара.
В 1984 году вошла в состав женской сборной Нидерландов по хоккею на траве на летних Олимпийских играх в Лос-Анджелесе и завоевала золотую медаль. Играла на позиции защитника, провела 2 матча, мячей не забивала..
В 1987 году завоевала золотую медаль чемпионата Европы в Лондоне.
В том же году стала победителем Трофея чемпионов.в Амстелвене.
В 1988 году вошла в состав женской сборной Нидерландов по хоккею на траве на летних Олимпийских играх в Сеуле и завоевала бронзовую медаль. Играла на позиции защитника, провела 5 матчей, мячей не забивала.
Дважды выигрывала золотые медали чемпионата мира — в 1983 году в Куала-Лумпуре и в 1986 году в Амстелвене.
После Олимпиады 1988 года завершила игровую карьеру.
В 1983—1988 годах провела за сборную Нидерландов 81 матч, забила 2 мяча.
Руководит архитектурным бюро в Амстердаме, которое основала в 90-е годы.